# 한국청소년연맹
한국청소년연맹(韓國青少年聯盟, Korea Youth Association)은 대한민국 정부의 주도로 1981년 3월에 발족한 대한민국의 청소년 단체이다. 기관지로 《우리얼》, 《한국청소년》 등이 있다.

## 설립 근거
- 한국청소년연맹 육성에 관한 법률 제1조[3]

## 설립 배경
입법회의의 작업을 거쳐 1981년 3월 19일에 발족하였다.
1981년 3월 27일, 입법회의 문화공보위원회에서 민족주체의식의 고양과 청소년 선도를 목표로 하는 〈청소년연맹의 육성에 관한 법률〉을 발의하였다. 법안은 전문 12조로 국가와 자치 단체에서 한국청소년연맹의 활동을 지원하도록 되어 있으며, 거기에는 운용 경비와 행사비 지원, 국공유지와 군시설의 제공도 포함된다. 법안에 따르면, 한국청소년연맹은 ‘대한민국 청소년에 대한 전인교육(全人敎育)과 훈련을 통하여 새로운 민족관과 국가관을 정립시켜 민족주체세력을 양성함과 동시에 세계로 향한 진취적 기상을 북돋우기 위한’목적으로 설립되었다.

## 조직과 활동

### 조직
아람단(초등학생), 누리단(중학생), 한별단(고등학생), 한울회(대학생)으로 구성되었다. 초기에는 500만 단원의 사상최대의 청소년 조직으로 계획되기도 했다. 1982년에 약 1만 8천 명, 1983년에 150만명으로 확대하여 유치원(30만 명)과 국민학교(300만 명), 중·고등학교(100만 명), 대학교(40만 명), 기업체(4만 명), 해외 동포(20만 명), 지도자들(10만 명)을 포함하여 약 5백만 명의 단체로 육성한다는 것이다.
실제로는 1981년에 전국 초등학교 4 ~ 6학년 4천 명, 중학교 3천명, 고등학교 1 ~ 2학년 2천명 등 약 9천 명 규모의 시범단을 운영하였고, 1988년까지 21만여 명의 단원을 확보하고 있었다.

### 활동
교육훈련의 목적은 ‘집중적 정신교육을 통하여 애국심과 충성심을 정립하고 집체훈련으로 심신단련과 일체감을 형성하여 다채로운 집단활동과 행사를 통해 청소년 사회순화와 연대의식을 고취’하는 데 두었으며, 이에 따라 방학 중에는 야영 훈련, 연중에는 집중적 정신 교육, 대규모 집단 활동 등 각종 교육훈련이 계획되었다.

## 연혁
- 1981년: 한국청소년 연맹 설립

## 조직

### 총재
- 이사회·총회
- 감사·자문위원회

#### 부총재

##### 사무총장
- 기획경영본부
- 창의활동본부

### 지역연맹
- 남서울
- 북서울
- 부산
- 대구
- 인천
- 광주
- 대전
- 울산
- 경기남부
- 경기북부
- 강원
- 충북
- 충남
- 전북
- 전남
- 경북
- 경남
- 제주
- 세종
- 해외(미주)

## 논란
단체 설립의 필요성에 대하여, 일반의 청소년 단체나 학교교육으로는 청소년들의 국민정신교육이나 정치교육을 감당하기 어렵고, 조선민주주의인민공화국의 소년단과 사노청 등 650만 명의 조직에 대항하여야 한다는 주장이 있었으며, 이에 대하여 독일의 유겐트와 비슷하고, 졸속하게 입법되었고, 지나치게 국민을 조직화하여 자유를 제약할 수 있다는 지적이 있었다.
1988년에는 기업들을 대상으로 한 출연금 기부 강요, 강제적 가입, 체제지향적인 교육 등의 문제점이 지적되어 그 기구와 인력을 축소하는 계기가 되었다.

## 같이 보기
- 청소년적십자
- 한국우주소년단
- 한국해양소년단연맹
- 한국의 스카우트 운동